# Ingvar Ómarsson
Ingvar Ómarsson, né le 13 avril 1989 à Reykjavik, est un coureur cycliste islandais. Il est multiple champion d'Islande sur route, en VTT et en cyclo-cross. 

## Biographie
Ingvar Ómarsson a été le premier islandais à devenir cycliste professionnel à plein temps. Il a également été la première personne à terminer une course de championnat du monde de VTT pour l'Islande. Il se spécialise dans le VTT cross-country et court à la fois le cross-country olympique (XCO) et le cross-country marathon (XCM).
En 2015, il devient le premier champion d'Islande de cyclo-cross de l'histoire.
Il est élu cycliste islandais de l'année pendant six années consécutives de 2014 à 2019.

## Palmarès sur route

### Par année
- 2013
  -  Champion d'Islande sur route
  - Nesjavellir Hill Climb
- 2014
  -  Champion d'Islande sur route
  - Prologue et 2e étape du Landskeppni
  - 2e du Landskeppni
- 2015
  -  Champion d'Islande sur route
  - Jökulmilan
- 2018
  -  Champion d'Islande sur route
  - Reykjarnes Tournament
  - Gangamot Greifans
  - 2e du championnat d'Islande du contre-la-montre
- 2019
  -  Champion d'Islande du contre-la-montre
  - 2e étape du Greifans Cycling Festival
  - 2e du championnat d'Islande sur route
- 2020
  -  Champion d'Islande du contre-la-montre
  - 1re étape de la Bikarmot Cup
  - 1re et 2e étapes du Greifans Cycling Festival
  - Samskipamotith
- 2021
  -  Champion d'Islande sur route
  - 3e et 5e étapes du Greifans Cycling Festival
  - 2e du championnat d'Islande du contre-la-montre
- 2022
  -  Champion d'Islande sur route
  -  Champion d'Islande du contre-la-montre
  -  Champion d'Islande du critérium
  - Reykjarnes Tournament
  - Blue Lagoon Challenge
- 2023
  -  Champion d'Islande sur route
  -  Champion d'Islande du contre-la-montre
  - Hvalfjörður
- 2024
  -  Champion d'Islande du contre-la-montre
  - Mývatni Road Race
  - 3e du championnat d'Islande sur route
- 2025
  -  Champion d'Islande du contre-la-montre

### Classements mondiaux
| Année                                 | 2017  | 2018 | 2019  | 2020 | 2021 | 2022 | 2023 | 2024  |
| ------------------------------------- | ----- | ---- | ----- | ---- | ---- | ---- | ---- | ----- |
| Classement mondial                    | 2137e | nc   | 1135e | 840e | 778e | 737e | 955e | 1362e |
| UCI Europe Tour                       | 1367e | nc   | 802e  | 671e | 609e | 562e | 672e | nc    |
|                                       |       |      |       |      |      |      |      |       |
| Légende : nc = non classéSource : UCI |       |      |       |      |      |      |      |       |

## Palmarès en VTT
- 2012
  -  Champion d'Islande de cross-country
- 2014
  -  Champion d'Islande de cross-country
- 2015
  -  Champion d'Islande de cross-country
- 2016
  -  Champion d'Islande de cross-country
  -  Champion d'Islande de cross-country marathon
- 2017
  -  Champion d'Islande de cross-country
  -  Champion d'Islande de cross-country marathon
- 2018
  -  Champion d'Islande de cross-country
  -  Champion d'Islande de cross-country marathon
- 2019
  -  Champion d'Islande de cross-country
  -  Champion d'Islande de cross-country marathon
- 2020
  -  Champion d'Islande de cross-country
  -  Champion d'Islande de cross-country marathon
- 2022
  -  Champion d'Islande de cross-country
  -  Champion d'Islande de cross-country marathon

## Palmarès en cyclo-cross
- 2015-2016
  -  Champion d'Islande de cyclo-cross
- 2016-2017
  -  Champion d'Islande de cyclo-cross
- 2017-2018
  -  Champion d'Islande de cyclo-cross
- 2018-2019
  -  Champion d'Islande de cyclo-cross
- 2021-2022
  -  Champion d'Islande de cyclo-cross
- 2022-2023
  -  Champion d'Islande de cyclo-cross